# Immortals of Aveum
Immortals of Aveum è un videogioco sparatutto in prima persona sviluppato da Ascendant Studios e pubblicato da Electronic Arts. Il gioco è stato reso disponibile per Microsoft Windows, PlayStation 5 e Xbox Series X/S il 22 agosto 2023.

## Trama
Jak, un giovane che vive di piccoli espedienti a Seren, scopre di essere uno degli Advenuti, persone in grado di incanalare grandi poteri magici, e viene condotto da Kirkan, il Grand Magnus degli Immortali. Si unisce così ad un gruppo di maghi guerrieri destinato a uno scontro permanente chiamato Sempiguerra, in lotta contro l'esercito di Rasharn.

## Modalità di gioco
Immortals of Aveum presenta una prospettiva in prima persona. Il gioco offre venticinque tipi di incantesimi, incluse magie offensive e difensive nelle varietà blu per quelli di precisione, rossi per quelli di impatto e verdi per quelli da mischia. Inoltre, include un albero dei talenti con oltre 80 nodi. La campagna principale ha una durata di almeno 25 ore.

## Sviluppo
Ascendant Studios è stata fondata nel 2018 da un gruppo di sviluppatori reduci di Dead Space e Call of Duty. Questo gioco rappresenta la prima importante uscita dello studio.
Immortals of Aveum è stato inizialmente annunciato ai The Game Awards 2022 da Ascendant Studios. Gli sviluppatori hanno dichiarato che erano focalizzati sul creare un gioco che fosse divertente e allo stesso tempo impegnativo da giocare. Hanno anche sottolineato l'importanza di creare un gioco che avesse trame solide e personaggi indimenticabili. Il gioco utilizza il motore grafico Unreal Engine 5.1 ed è realizzato dall'ex direttore creativo di Dead Space, Bret Robbins.
Il 10 agosto 2023 Ascendant Studios ha annunciato che il gioco era pronto per la pubblicazione.

## Pubblicazione
Il gioco avrebbe dovuto essere pubblicato il 20 luglio 2023 ma è stato posticipato al 22 agosto seguente, ed è distribuito con l'etichetta EA Originals di Electronic Arts.

## Doppiaggio
Il doppiaggio italiano è stato eseguito presso la Red Audio di Milano. La direzione del doppiaggio è di Giovanni Pupino.
| Personaggio        | Doppiatore originale      | Doppiatore italiano |
| ------------------ | ------------------------- | ------------------- |
| Jak                | Darren Barnet             | Gabriele Donolato   |
| Kirkan             | Gina Torres               | Patrizia Scianca    |
| Zendara            | Lily Cowles               | Cinzia Massironi    |
| Devyn              | Antonio Aakeel            | Dario Sansalone     |
| Luna               | Yvonne Senat Jones        | Beatrice Caggiula   |
| Sandrakk           | Steven Brand              | Oliviero Corbetta   |
| Kenzie             | Anna Brisbin              | Virginia Astarita   |
| Thaddeus / Belming | Nick Boraine              | Alessandro Conte    |
| Rook               | Charles Halford           | Renzo Ferrini       |
| Selko              | Leonardo Nam              | Diego Baldoin       |
| Orphe              | Luyanda Unati Lewis-Nyawo | Lorella De Luca     |
| Hauser             | Alex Wyndham              | Matteo De Mojana    |
| Silas              | Alex Walker Smith         | Gianandrea Muià     |
| Babs               | Marley Cherry Hilborne    | Stefania Rusconi    |
| Fife               | James George Williams     | Mosè Singh          |
| Caleb              | Addison Chandler          | Dario Sansalone     |

## Accoglienza

### Critica
| Testata                              | Versione | Giudizio |
| ------------------------------------ | -------- | -------- |
| Metacritic (media al 29 agosto 2023) | PC       | 66/100   |
| Metacritic (media al 29 agosto 2023) | PS5      | 71/100   |
| Metacritic (media al 29 agosto 2023) | XSX      | 77/100   |
| Eurogamer (POL)                      | PC       | 7/10     |
| Everyeye.it (ITA)                    | PS5      | 8/10     |
| Game Informer                        | PS5      | 8/10     |
| GameSpot                             | PS5      | 5/10     |
| GamesRadar+                          | PC       | [ 22 ]   |
| IGN                                  | XSX      | 8/10     |
| GamingTrend                          | XSX      | 8,5/10   |
| Multiplayer.it (ITA)                 | PS5      | 8/10     |
| VG247                                | PS5      | [ 26 ]   |

Secondo l'aggregatore di recensioni Metacritic, Immortals of Aveum ha ricevuto recensioni "generalmente favorevoli" per la versione Xbox Series X e "miste" per le versioni PC e PlayStation 5.

### Riconoscimenti
- 2024 – Visual Effects Society Award[27]
  - Candidatura ai migliori effetti visivi in un progetto in tempo reale a Joseph Hall, Kevin Boyle, Dave Bogan, Julia Lichtblau
- 2024 – National Academy of Video Game Trade Reviewers (NAVGTR)[28]
  - Miglior direzione artistica per un videogioco fantasy
  - Candidatura alla miglior animazione
  - Candidatura alla miglior progettazione dei costumi
  - Candidatura alla miglior progettazione della meccanica di gioco per una nuova IP
  - Candidatura alla miglior grafica
  - Candidatura alla miglior illuminazione/texturing
  - Candidatura alla miglior colonna sonora per una nuova IP